# Mallory-Weiss sindrom
Mallory-Weiss sindrom je naziv za krvarenje iz pukotina sluznice probavnog sustava, na mjestu spoja jednjaka i želuca, najčešće nastalim kao posljedica snažnog povraćanja ili kašljanja.
Stanje je učestalije s alkoholizmom i poremećajima prehrane. Stanje su prvi opisali 1929.g. G. Kenneth Mallory i Soma Weiss na 15 bolesnika alkoholičara.
Bolest se najčešće prezentira kao hematemeza (povraćanje krvi) nakon snažnog povraćanja ili kao melena (crna stolica).
U većini slučajeva krvarenje spontano prestane, rijetko je toliko obilno da ugrožava život. Za potvrdu dijagnoze izvodi se endoskopija i odmah se kod nalaz perzistentnog krvarenja učini kauterizacija.
|  | Molimo pročitajte upozorenje o korištenju medicinskih informacija. Ne provodite liječenje bez savjetovanja s liječnikom! |